# Mezinárodní federace knihovnických sdružení a institucí
Mezinárodní federace knihovnických sdružení a institucí (International Federation of Library Associations and Institutions, zkráceně IFLA) je nezisková nevládní mezinárodní organizace, jejímž cílem je zvyšovat kvalitu knihovnických služeb. Jejími členy je okolo 1700 institucí ze 155 zemí. Je partnerskou organizací UNESCO, členem sdružení Modrý štít a přidruženým členem Mezinárodní vědecké rady. 
IFLA také pravidelně publikuje články, knihy a další publikace. Má vlastní časopis, ve kterém jsou publikovány peer-reviewed články na témata týkajících se knihovních a informačních služeb; sociálních, politických a ekonomických problémů, které ovlivňují přístup k informacím prostřednictvím knihoven. Časopis je otevřen širé veřejnosti skrze Open Access na stránkách IFLA. 

## Poslání organizace
Federace prosazuje vysokou kvalitu poskytování knihovnických a informačních služeb, odborné praxe, a také dostupnost, ochranu a uchovávání kulturního dědictví. Podporuje zlepšování a zvyšování odborného vzdělání, rozvoj profesních postupů, relevantních vědeckých a odborných znalostí, a zároveň šíření osvědčených postupů. Dále podporuje význam a důležitost knihovnických a informačních služeb ve veřejném, soukromém a dobrovolnickém sektoru. IFLA také reprezentuje zájmy členů a knihovnických a informačních organizací a komunit po celém světě.

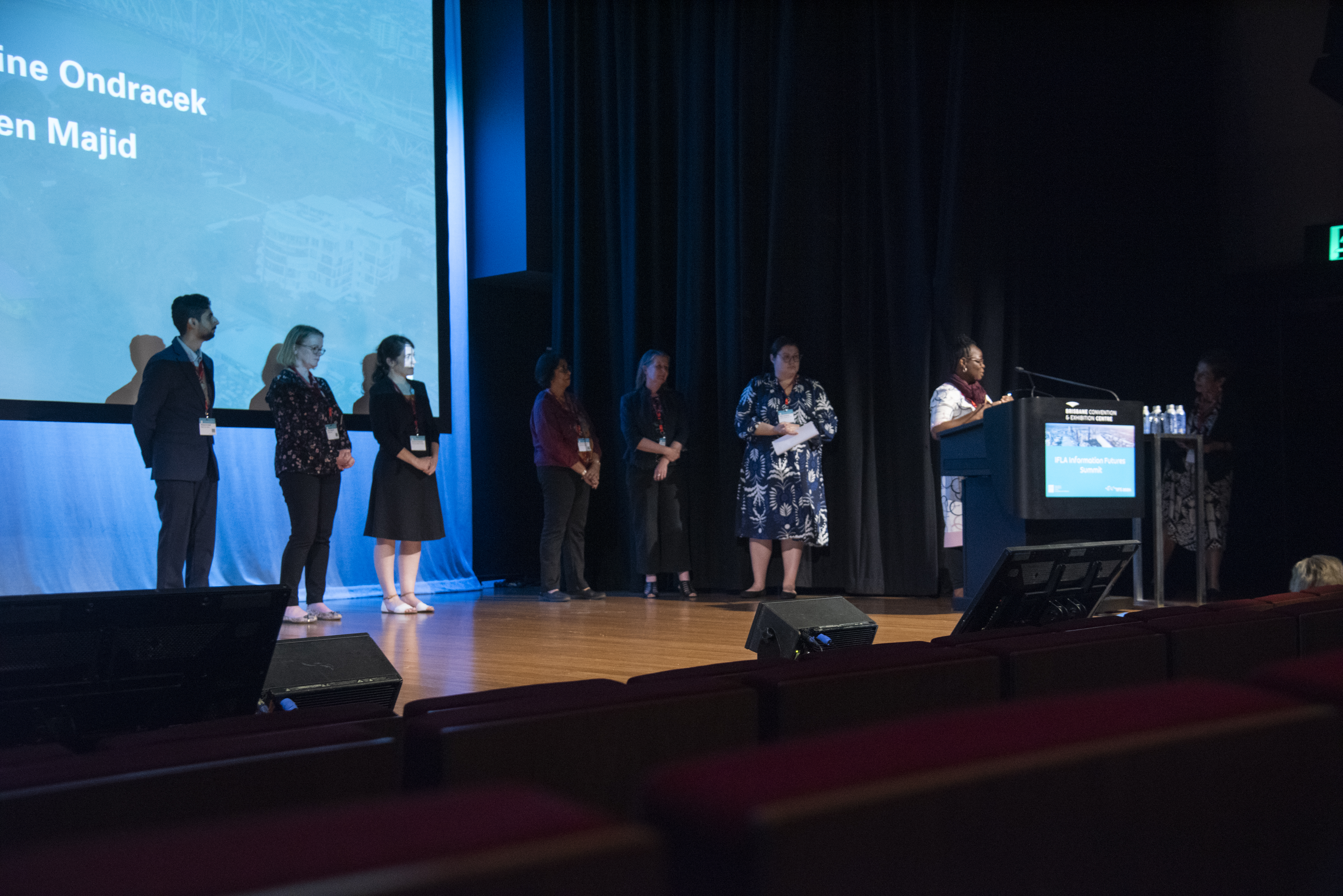
Summit IFLA o informační budoucnosti: Stronger together

## Historie
Organizace byla založena 30. září 1927 v Edinburghu v rámci oslav padesátého výročí britské Library Association. Zakládajícími státy byly Československo, Francie, Itálie, Německo, Švédsko, Velká Británie a USA. Prvním prezidentem byl zvolen Isak Collijn ze Švédska, který v té době také byl ředitelem Národní knihovny ve Švédsku. Její hlavní sídlo se od roku 1971 nachází v Nizozemské královské knihovně v Haagu.
Během 30. let 20. století se připojily první knihovní mimoevropské sdružení Čína, Indie, Japonsko, Filipíny. V roce 1958 se fungovalo v roganizaci 64 sdružení ze 42 zemích. V roce 1974 bylo součástí IFLA 600 členů ze 100 zemí.
V roce 1976 došlo ke změně stanov a kromě knihoven se mohou stát členy i knihovnické školy a další příbuzné instituce.

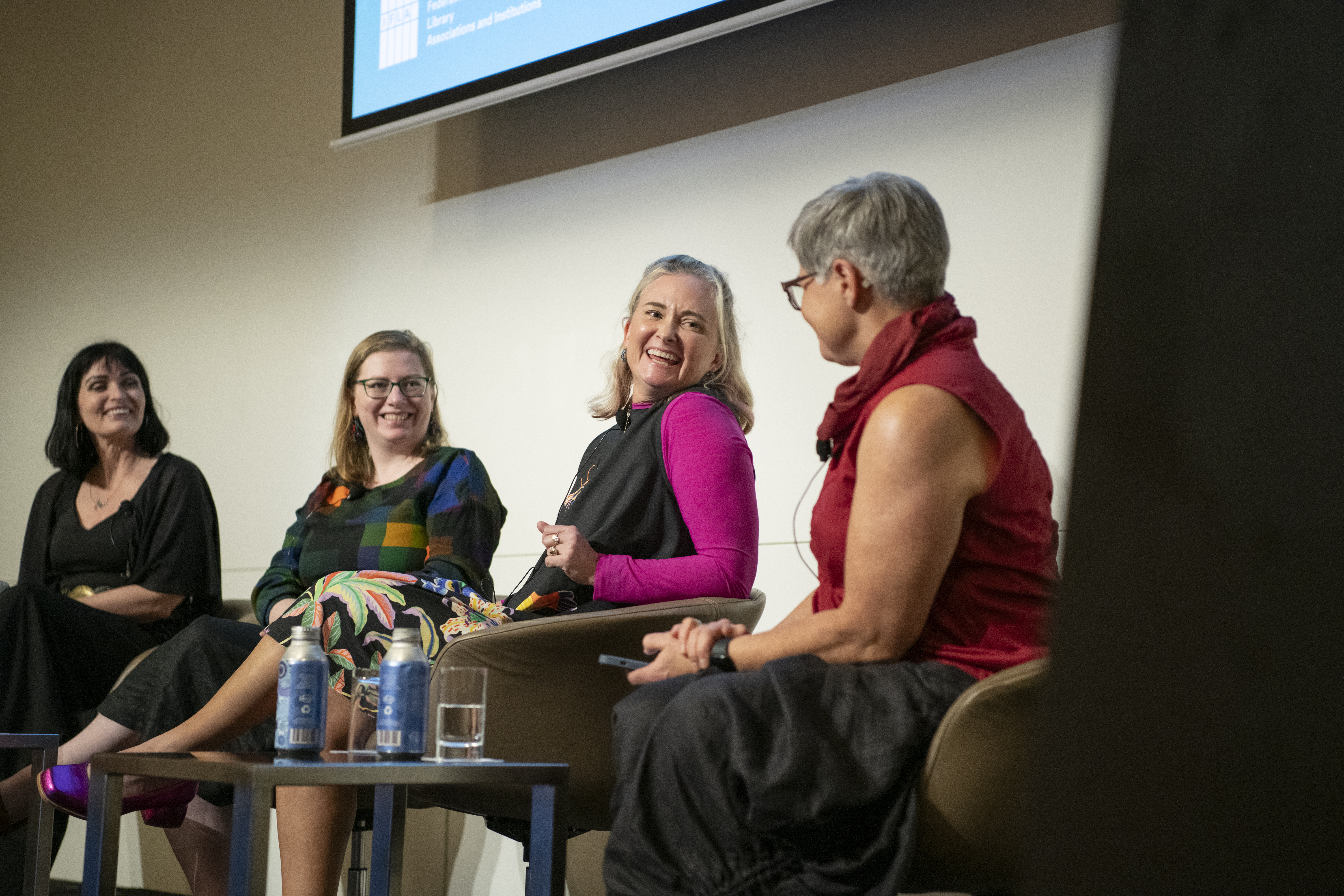
Summit IFLA o informační budoucnosti: Stronger together

## Vnitřní struktura organizace

### Správní rada
Správní rada je zodpovědná za manažerské a odborné vedení organizace. Mezi její povinnosti patří například tvorba strategických plánů, schvalování ročního rozpočtu, volba generálního tajemníka, řízení jednotlivých orgánů a divizí organizace. Správní rada také reprezentuje federaci v právních a jiných formálních řízení. Rada se skládá z 11 členů a schází se alespoň 3x ročně.
Federace má dále Odbornou radu, která se skládá z předsedy Odborné rady a předsedů 8 jednotlivých výborů odborných divizí IFLA. Cílem Odborné rady je dohlížet na práci profesních jednotek IFLA a podporovat cíle, základní hodnoty a strategie organizace.

### Odborné divize
V rámci IFLA existuje celkem 8 odborných divizí. Ty se dále skládají z několika dalších jednotek, mezi kterými se nacházejí speciální zájmové skupiny, kterým je věnována zvláštní pozornost. Ty jsou vybírány podle nejnovějších trendů či když se snaží řešit vznikající problémy (zabývají se například potřebami LGBTQ skupiny, digital humanities, big data apod.). Každá divize je vedena předsedou rady. Jejich úkolem je podporovat příslušné divize, spolupráci mezi divizemi a regiony, anebo slouží jako poradci.
Divize A se zaměřuje na národní a veškeré veřejné knihovny; jejich budovy a zařízení a místní historii.
Divize B se zabývá státními tématy - státní a právnické knihovny, státní informace a oficiální publikace. Také se v Divizi B nachází zájmové skupiny pro umělou inteligenci, ženy, informace a knihovny.
Divize C má na starosti oblast vzdělání, teorie a výzkum knihovnictví, a management knihovnických asociací. Pod Divizí C jsou také zájmové skupiny pro vzdělání v oblasti knihovnictví v rozvojových zemích a nové odborníky.
Divize D se soustředí na speciální knihovny - hlavně akademické, výzkumné, vědecké a technické knihovny, a speciální knihovny pro mentálně či fyzické postižené.
Divize E se specializuje na školní knihovny, knihovny pro děti a mládež, čtenářská a informační gramotnost také se zabývá záležitostmi původního obyvatelstva. Pod skupinou E se nachází zájmová skupina pro historii knihovnictví.
Divize F se zabývá akvizicí a rozvojem sbírek, ochranou a konzervací, vzácnými knihy a speciálními sbírky. Pod Divizí F se nachází zájmové skupiny uživatelů LGBTQ a skupiny náboženství.

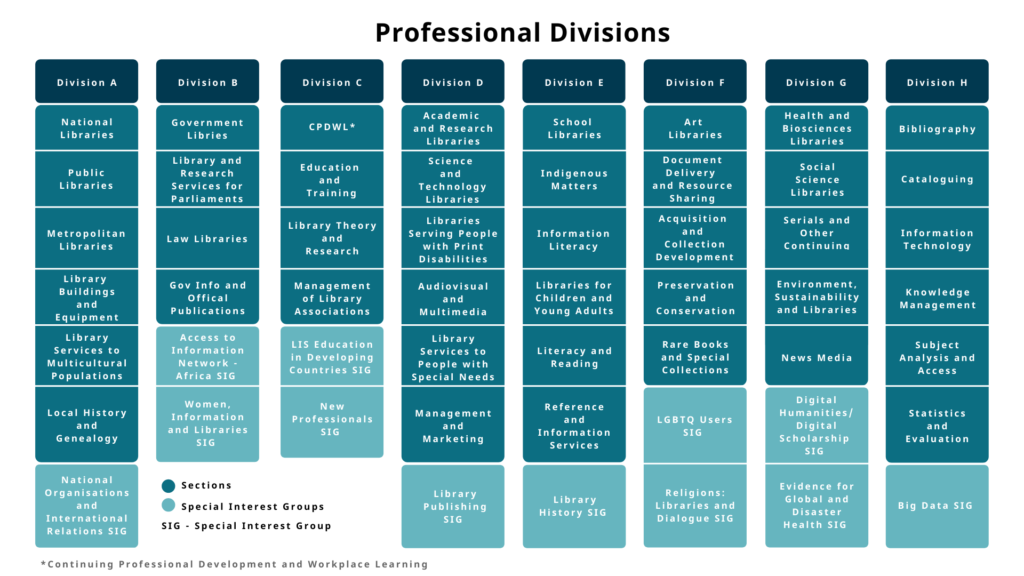
Odborné divize IFLA

Divize G pokrývá oblast knihoven pro biologické a společenské vědy. Dále se zabývá zpravodajskými médii a seriály apod. Soustředí se také na životní prostřední a udržitelnost knihoven. Mezi zájmovými skupinami pod Divizí G patří digital humanities.
Divize H se věnuje celému tématu biblografie a katalogizace, dále informační technologii a statistice a hodnoocení. Zájmová skupina pod Divizí H se zabývá big daty. 

### Regionální rada
Regionální rada se skládá z 6 předsedů, každý z nich představuje jeden z regionů - Asie-Oceanie, Evropa, Jižní Amerika a Karibik, Blízký východ a severní Afrika; a sub-saharská Afrika (všechny země mimo serverní Afriku).
Rada se zaměřuje na práci regionálních divizí a poskytuje jim podporu. 

## Mezinárodní doporučení
IFLA vydává mezinárodní doporučení na různá témata, nejčastěji z okruhů autorské právo, služby, fondy, přístup k internetu; školní knihovny, veřejné knihovny; spolky a sdružení.
- Manifest IFLA a UNESCO o veřejných knihovnách
- Manifest IFLA a UNESCO o školních knihovnách
- Manifest IFLA pro digitální knihovny

## IFLA a ČR
Česká republika má také své zastoupení v organizaci. Od roku 2017 do srpna 2025 Lenka Prucková, ředitelka knihovny Olomouc, je členem stálého výboru sekce veřejných knihoven zastupující českou organizaci SKIP. 
Členy IFLA jsou tyto české instituce:
- Národní knihovna ČR
- Parlamentní knihovna
- Knihovna Akademie věd ČR
- Ústav informačních studií a knihovnictví Filozické fakulty UK
- Městská knihovna Praha
- SKIP